# Ашеберг, Маргарета фон
Маргарета фон Ашеберг (швед. Margareta von Ascheberg; 9 июля 1671 — 26 октября 1753) — шведская графиня, полковник.

## Биография
Младший ребёнок фельдмаршала шведской армии Рутгера фон Ашеберга и Магдалены Элеоноры Буссек. 26 января 1691 года обвенчалась с полковником Челлом Кристофером Барнековом в Мальмё, в дальнейшем сопровождала мужа во всех походах. В браке родились четверо детей: старший родился в 1695 году в разгар обстрела Брюсселя. После начала Северной войны муж был отозван в Швецию и возглавил Сконский драгунский полк, который готовился к войне против России, однако 19 декабря 1700 года Барнеков скончался скоропостижно от лихорадки.
Маргарета осталась с четырьмя маленькими детьми, взяв на себя ответственность за управление имением и обязавшись снабдить Сконский полк всем необходимым; полковник фон Бухвальдт следил за тем, чтобы графиня всё выполнила. К весне 1702 года она сумела завербовать около 200 человек для полка и снабдить полк всем необходимым, а после его отправления из Кристианстада заняла административную должность, отвечая в дальнейшем за снабжение полка. Она обменивалась письмами с Карлом XII, королём Швеции, а среди современников снискала славу за своё трудолюбие и заботу, поскольку выполнила то, что казалось непосильным для женщины.
В награду графине пожаловали имения Виттшёвле, Русендаль и Эртофта в Сконии, Гаммель-Чёге в Зеландии, Ралсвик и Стреу на Рюгене; также она приобрела поместье Угеруп. Графиня унаследовала поместья Элиинге, Сёвдеборг и Тостеруп. В дальнейшем после войны лично выделяла средства на школы и больницы, а также анонимно делала различные пожертвования. В отличие от другой известной землевладелицы и графини Кристины Пипер, Маргарета действительно сумела завоевать популярность и среди её собственных подданных и слуг. Во всей Сконии и в её имении она стала героем многих рассказов, песен и народных сказаний.